# Strada statale 266 Nocerina
La ex strada statale 266 Nocerina (SS 266), ora strada regionale 266/a Chiesa San Pasquale-Innesto SP 238 (SR 266/a) tra Nocera Inferiore e Castel San Giorgio e strada regionale 266/b Innesto SP 238 (Castel San Giorgio)-Mercato San Severino (SR 266/b) tra Castel San Giorgio e Mercato San Severino, è una strada regionale italiana che collega Nocera Inferiore e Mercato San Severino.

## Percorso
La strada ha origine a Nocera Inferiore. Il tracciato esce dal centro abitato in direzione nord e segue il tracciato della linea ferroviaria Codola–Nocera Inferiore e Cancello–Avellino: l'intersezione tra queste due avviene presso la stazione di Codola nei cui pressi la strada tocca lo svincolo Castel San Giorgio dell'A30 Caserta-Salerno. La strada devia quindi verso est, attraversando buona parte del comune di Castel San Giorgio (tra cui la frazione Lanzara ed il centro abitato stesso) per entrare poi in quello di Mercato San Severino, dove la strada termina innestandosi sulla ex strada statale 88 dei Due Principati.
In seguito al decreto legislativo n. 112 del 1998, dal 17 ottobre 2001 la gestione è passata dall'ANAS alla Regione Campania, che nella stessa data ha ulteriormente devoluto le competenze alla Provincia di Salerno.